# Абу Саид аль-Худри
Абу Саи́д Са́ад ибн Ма́лик ибн Сина́н аль-Худри́ (араб. أبو سعيد سعد بن مالك بن سنان الخدري‎; род. 612 – 693, Медина, Омейядский халифат) — один из молодых сподвижников пророка Мухаммеда.

## Биография
Родился в мусульманской семье в Медине, приблизительно за 10 лет до переселения пророка Мухаммеда в Медину. Нисба аль-Худри происходит от прадеда, Худра, известного также как аль-Абджар. Его отец Малик ибн Синан был одним из первых жителей Медины принявших ислам. Мать звали Аниса бинт Абу Харис. Он происходил из рода Бану Наджар племени хазрадж. Абу Саид хорошо разбирался в исламском праве. Передал около 2000 хадисов.
Абу Саид участвовал в битве при Ухуде, Хайбаре, Хунайне, походе на Табук, участвовал в завоевании Мекки. Во время битвы при Ухуде, в которой погиб его отец, Абу Саиду было 13 лет.
После смерти Пророка, при халифах Умаре и Усмане, занимался исследованиями в области мусульманского права и издавал фетвы. При халифе Али воевал против хариджитов.